# Senecio bayonnensis
Senecio bayonnensis là một loài thực vật có hoa trong họ Cúc. Loài này được Boiss. miêu tả khoa học đầu tiên năm 1856.